# Megu Entertainment
Megu Entertainment株式会社（メグ　エンターテインメント）は、東京都港区に本社を置く日本の広告代理店。
番組・イベントの企画、プロデュース、運営、プロモーション、キャスティング及び芸能マネジメントを行っている。
2015年株式会社OFFICE Meguとして設立、2017年にMegu Entertainment株式会社に商号変更。

## 所属
- 貴乃花光司（業務提携）
- 宮家邦彦（業務提携）
- 南美希子（業務提携）
- 藤崎奈々子
- 川村ひかる
- 奥田圭悟
- 松山優太
- 赤間翔太
- 名倉七海
- 杏香里
- 曽我小百合

## プロデュース実績
- 『日韓国交正常化50周年記念式典〜未来への架け橋〜』　2015年7月19日、20日　ホテル グランパシフィック LE DAIBA
- BS-TBS『日韓国交正常化50周年記念　未来への架け橋〜歌と踊りの祭典〜』　2015年8月2日/9月5日　放送
- 『ONE ASIA SEOUL MEGA CONCERT』　2015年10月6日　ソウル広場
- 『韓日国交50周年記念式典　交流訪韓団　日韓親善友好の集いin seoul』　2015年10月21日　LOTTE HOTEL SEOUL